# Juan Carlos Loyo
Juan Carlos Loyo Hernández (Valencia, estado Carabobo 16 de febrero de 1967) es un político, economista, profesor universitario y autoridad venezolano. Ha ocupado varios cargos gubernamentales en Venezuela, durante las presidencias de Hugo Chávez y Nicolás Maduro, entre los que destaca ser ministro del Ministerio del Poder Popular de Pesca y Acuicultura (actualmente) y Ministerio del Poder Popular para la Agricultura y Tierras (2010-2012).

## Biografía
Juan Carlos nació en Valencia, capital del estado Carabobo. Estudió la carrera de pregrado de economía en la Universidad de Carabobo (UC) y Estudios de Gobernabilidad y Desarrollo en la Universidad Católica Andrés Bello (UCAB). Es casado y docente en la Universidad Bolivariana de Venezuela (UBV).

### Carrera política
En 2004 asume la gerencia regional del Instituto Nacional de Capacitación y Educación Socialista (INCES) en el estado Carabobo. Posteriormente en 2005 fue viceministro de Desarrollo Económico en el Ministerio del Poder Popular para la Economía Popular (MINEP). De 2006 a 2010 fue presidente del Instituto Nacional de Tierras, y de 2010 a 2012 asume el Ministerio del Poder Popular para la Agricultura y Tierras (MPPAPT) en el periodo presidencial de Hugo Chávez.
El 22 de abril de 2022, es nombrado por el presidente Nicolás Maduro, como el nuevo ministro del Ministro del Poder Popular de Pesca y Acuicultura (MINPESCA), sustituyendo a la política guaireña Olga Luisa Figueroa. Posteriormente en 2024, asume la coordinación de la Gran Misión Nueva Generación Igualdad y Justicia Social Hugo Chávez. El 13 de mayo de 2022 es nombrado como presidente encargado de las Corporación de Servicios Pesqueros CORPESCA y la empresa socialista Pesquera industrial del ALBA PESCALBA.